# 홍유릉
홍릉(洪陵)과 유릉(裕陵)은 대한민국 경기도 남양주시 금곡동에 있는 능으로 홍릉(洪陵)은 대한제국의 초대황제 고종 광무제와 명성황후 민씨의 능이며, 유릉(裕陵)은 대한제국 2대 황제 순종 융희제과 순명효황후 민씨와 순정효황후 윤씨의 능이다. 1970년 5월 26일 대한민국의 사적 제207호로 지정되었다.

## 개요
조선 왕릉의 정자각(丁字閣) 대신 정면 5칸, 측면 4칸의 침전을 세웠으며, 양쪽으로 문무석을 세워 홍살문까지 기린·코끼리·해태·사자 등의 석수를 세웠는데 중국 명나라 황제능의 제도를 따라 조성된 황제릉이다. 일제강점기에 홍릉은 고종의 인산일(1919년)에, 유릉은 순종의 인산일(1926년)에 각각 조성되었다.
조선 왕릉 중 마지막으로 조성된 왕릉이며 순종의 유해가 안장된 유릉은 사실상 조선 왕릉 중 마지막으로 조선왕조 임금의 유해를 모신 왕릉이 되었다. 조선 왕릉은 이렇게해서 경기도 구리시 동구릉에 있는 조선왕조 건국자 태조 이성계의 건원릉을 시작으로 고종과 순종의 홍유릉까지 연산군묘와 광해군묘를 제외한 모든 조선 임금의 유해들이 능 지위를 받으며 유해가 안장되었다.

## 능호(명칭)의 유래
한일 병합 조약(1910년) 이후 일본 제국의 지배에 의해 고종과 순종의 무덤은 황제릉이 될 수 없었는데(왕공가궤범, 제200조), 이때 황실에서 생각해낸 것이 명성황후의 홍릉과 순명효황후의 유릉이었다.
고종의 장례 때는 명성황후의 재궁(梓宮)을 청량리에 있던 구 홍릉(현 홍릉수목원)에서 현 홍릉(남양주시 금곡동)으로 옮겨 합장하였고, 순종의 장례 때에도 순명비(純明妃)의 재궁(梓宮)을 구 유릉(어린이대공원, 능동)에서 현 유릉(남양주시 금곡동)으로 옮겨 합봉하였다.
- 홍릉(洪陵)은 고종 32년(1895년)에 조성된 명성황후의 능으로, 1919년 고종의 인산일(3월 1일)에 황후의 재궁을 초장지 홍릉[2]에서 지금의 홍릉에 합봉하였다. 이날 3.1 운동이 일어났다.
- 유릉(裕陵)은 대한제국 광무 8년(1904년)에 조성된 순명효황후의 능으로, 1926년 순종 인산일(6월 10일)에 황후의 재궁을 초장지 유릉[3]에서 지금의 유릉에 합봉하였다. 이날 6.10 만세운동이 일어났다.

새로운 능을 만드는 것이 아니라 원래 있던 능의 칭호를 가져다 쓰는 것이었기 때문에 일제로서도 이것을 막을 구실은 없었으며, 능의 이장 문제 또한 이왕직이나 총독부가 관여하지 않는 황실 내의 문제로 여겨졌기 때문에 이 문제는 별 탈 없이 처리되었다.

## 홍릉·유릉 권역내의 묘소들
- 홍릉 (洪陵, 대한제국 고종 광무제(高宗 光武帝)와 명성황후)
- 유릉 (裕陵, 대한제국 순종 융희제(純宗 隆熙帝)와 순명효황후, 순정효황후)
- 홍릉·유릉 권역
  - 영원 (英園, 의민 황태자 이은(懿愍 皇太子 李垠))[4]
    - 회인원 (懷仁園, 회은 황태손 이구(懷慇 皇太孫 李玖))

  - 의친왕묘 (義親王墓, 의친왕 이강(義親王 李堈)과 왕비 의친왕비 김씨)
    - 귀인 장씨묘 (의친왕의 친모, 2009년 6월 4일 고양시 서삼릉에서 홍유릉으로 천장[5]
    - 수관당 정씨묘 (의친왕의 계비)
    - 수인당 김씨묘 (의친왕의 계비, 운현궁 이우(李鍝)의 생모)

  - 유릉. 덕혜옹주(옹주 이덕혜)(德惠翁主)[6]
  - 후궁, 귀인 광화당 이씨묘
  - 후궁, 상궁 삼축당 김씨묘

## 같이 보기
- 조선왕릉

## 참고 문헌
- 남양주 홍릉과 유릉 - 문화재청 조선왕릉
- 남양주 홍릉과 유릉 - 국가유산청 국가유산포털

 이 문서에는 다음커뮤니케이션(현 카카오)에서 GFDL 또는 CC-SA 라이선스로 배포한 글로벌 세계대백과사전의 내용을 기초로 작성된 글이 포함되어 있습니다.